# Flugten (film fra 1971)
 For alternative betydninger, se Flugten. (Se også artikler, som begynder med Flugten)
Flugten (russisk: Бег, translit.: Beg) er en sovjetisk spillefilm to dele fra 1971 instrueret af Aleksandr Alov og Vladimir Naumov. Filmen er baseret på Mikhail Bulgakovs skuespil af samme navn og hans romaner Den hvide garde og Sortehavet. Det er en af de første filmatiseringer af Bulgakovs værker i USSR.
Filmen handler om en gruppe personer, der under Den Russiske Borgerkrig har kæmpet for Den hvide hær og som nu er flygtet til Istanbul og Paris i 1920'erne. Filmen deltog ved Filmfestivalen i Cannes i 1971.
Filmen havde premiere i Sovjetunionen den 14. januar 1971 og i Danmark den 6. december 1972 i Imperial Bio.

## Handling
Filmen foregår i 1920 ved slutningen af Den Russiske Borgerkrig. Den Hvide Hærs nederlag er nært forestående efter Den Røde Hærs fremstød på Krim. Officerer og andre, der er flygtet fra bolsjevikkernes fremrykning forbereder deres flugt.. I den kaotiske tid knyttes en række personer sammen. Hustruen til den tidligere handelsminister, Serafim Korzukhin, general Tjarnota og dennes hustru Ljuska, den intelligente privatlærer Golubkov og den dybsindige general Khludov, der er præget af krigens rædsler. Da de indser, at den Den Røde Hær ikke kan standses, flygter gruppen til Konstantinopel.
De flygtende tidligere velstillede russere er som emigranter uden indkomst og penge og har svært ved at overleve under de nye vilkår. For at redde Serafim fra prostitution rejser Golubkov og general Tjarnota til Paris for at finde hendes mand, der forrådte hende. I Paris nægter Korzukhin gentagne gange at indrømme, at han har en hustru, ligesom han nægter at give penge til Golubkov. Tjarnota overtaler ham i stedet til at spille kort, og generalen vinder en stor sum penge fra Korzukhin. Tjarnotas ex-hustru Ljuska (der har været Korzukhins elskerinde) hjælper Golubkov og Tjarnota med at flygte med pengene.
Da de vender tilbage til Konstantinopel, indser de, at de ikke kan leve i eksil. Golubkov og Ljuska, der ser ud til at være blevet forelskede, sejler tilbage til Sovjetrusland. De tidligere hvide generaler kan ikke rejse tilbage, da de vil blive skudt; Tjarnota begynder igen at spille på kakerlakker, mens Khludov står alene på kysten og ser mod horisonten.
En stor del af filmen omhandler general Khludovs profetiske drømme, der genoplever rædslerne under borgerkrigen.

## Medvirkende i udvalg
- Ljudmila Saveleva som Serafima Korzukhina
- Aleksej Batalov som Sergej Pavlovitj Golubkov
- Mikhail Uljanov som General Tjarnota
- Tatjana Tkatj som Ljuska
- Vladislav Dvorsjetskij som General Khludov
- Jevgenij Jevstigneev som Korzukhin
- Bruno Freindlich som General Vrangel

## Indspilning
Flugten er den første filmatisering af Mikhail Bulgakovs værker i USSR og en af de første sovjetiske film, der ikke fremstiller "de hvide" som onde forræddere, men derimod reflekterende mennesker med komplekst følelsesliv og med patriotiske følelser for Rusland..
Aleksandr Alov og Vladimir Naumov havde kort forinden indspillet den groteske tragikomedie Skvernyj anekdot ("Dårlig vittighed"), som de sovjetiske myndigheder imidlertid havde besluttet at nægte udgivelsen af, da myndighederne anså filmen for at "miskreditere hele nationen og dens historiske fortid". Der var ikke noget officielt forbud mod at Aleksandr Alov og Vladimir Naumov gik i gang med en filmatisering af Bulgakovs værk, men værket blev anset som kontrarevolutionært, og det blev ikke anbefalet at filmatisere værket. De to instruktører kaldte myndighedernes godkendelse af manuskriptet til Flugten for "Bulgakovs mirakel." De begyndte hurtigt indspilningerne og forsøgte at bruge så mange penge så muligt. Ved at bruge mange penge gjorde instruktørerne det vanskeligt for myndighederne at stoppe optagelserne eller forbyde filmen, da myndighederne så skulle stå til regnskab for spild af offentlige midler. Da den sovjetiske filmledelse endelig fik fat i og forbød optagelser, fortsatte instruktørerne i håbet om at filmledelsen blev skiftet ud, hvilket rent faktiske skete. Ifølge Naumov havde den nye ledelse ikke opmærksomhed på filmprojektet. Filmen blev dog forbudt fem dage før den planlagte premiere, men det lykkede instruktørerne at overtale filmcensuren til at lade forbuddet bortfalde.

## Modtagelse
Filmen blev en kommerciel succes i Sovjetunionen med 19,7 millioner solgte billetter.
Filmen deltog i 1971 ved Filmfestivalen i Cannes i konkurrencen om Guldpalmen, der imidlertid blev vundet af Sendebuddet.